# Moraea sisyrinchium
Moraea sisyrinchium — вид рослин родини півникові (Iridaceae).

## Морфологія
Має підземні бульби, сфероподібні, від 1,5 до 3 сантиметрів, оточені фіброзними оболонками. Стебла досягають висот від 5 до 40 сантиметрів. Листків 1 чи 2, ростуть при основі, прямі або зігнуті, завдовжки 10—50 сантиметрів, від 2 до 7 міліметрів завширшки, загинаються й загортаються в процесі сушіння. Суцвіття зазвичай складається з кількох від синього до фіолетового квітів. Три зовнішні пелюстки відігнуті, мають білу або жовту пляму і неопушені. Вони від 2 до 3.5 см в довжину і від 4 до 10 міліметрів завширшки. Три внутрішні пелюстки трохи коротші у вертикальному положенні. Капсули 20х5 мм. Насіння 1.5 мм, грушоподібне, коричневе.

## Поширення, біологія
Північна Африка: Алжир; Єгипет; Лівія; Марокко; Туніс. Азія: Кувейт; Оман; Саудівська Аравія; Афганістан; Кіпр; Єгипет - Синай; Іран; Ірак; Ізраїль; Йорданія; Ліван; Сирія; Туреччина; Таджикистан; Туркменістан; Узбекистан; Пакистан. Європа: Греція [вкл. Крит]; Італія [вкл. Сардинія, Сицилія]; Франція - Корсика; Португалія; Гібралтар; Іспанія [вкл. Балеарські острови]. Живе на луках, пасовищах і скелях.
Цвіте з березня по травень.

## Галерея

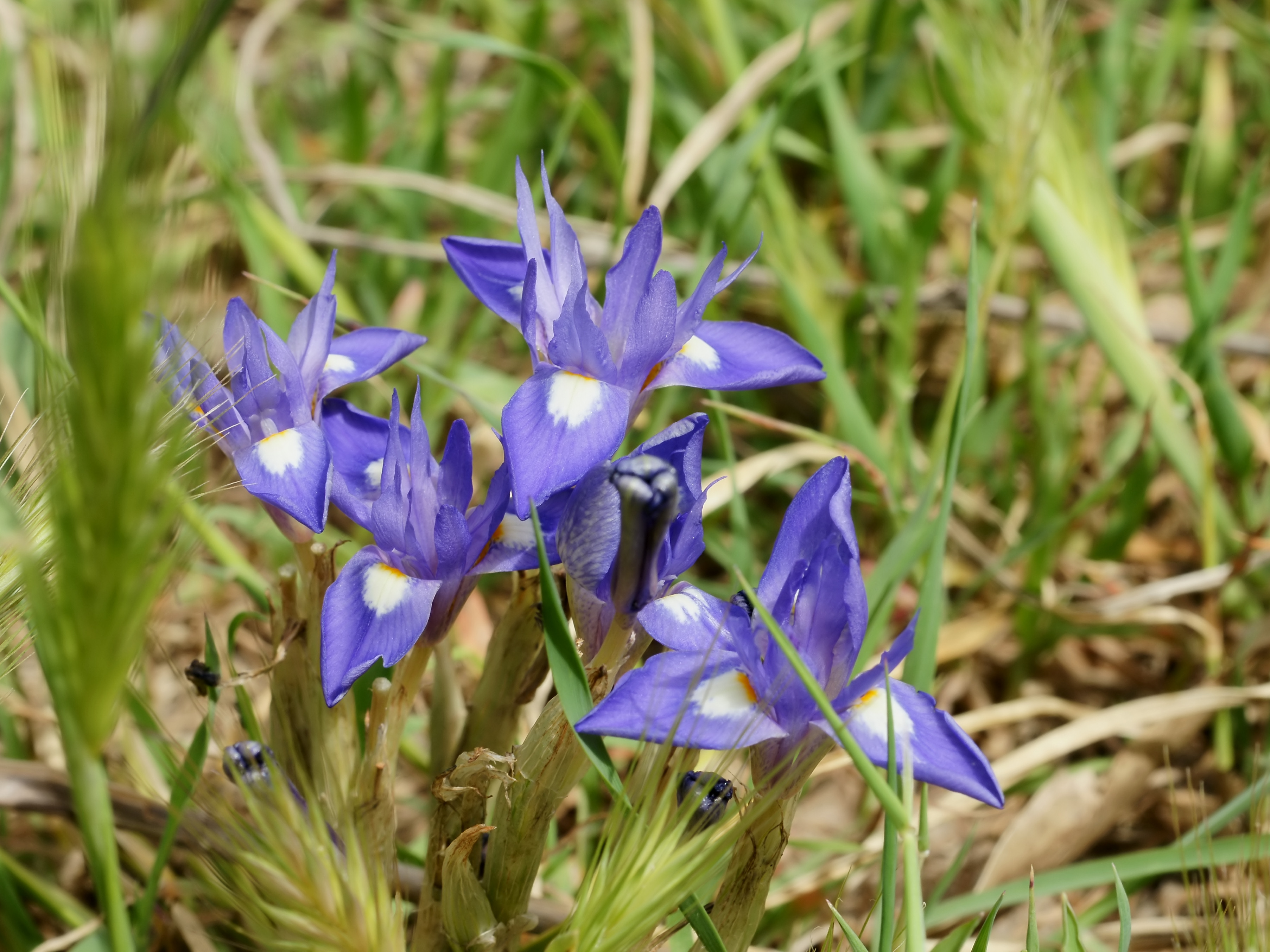
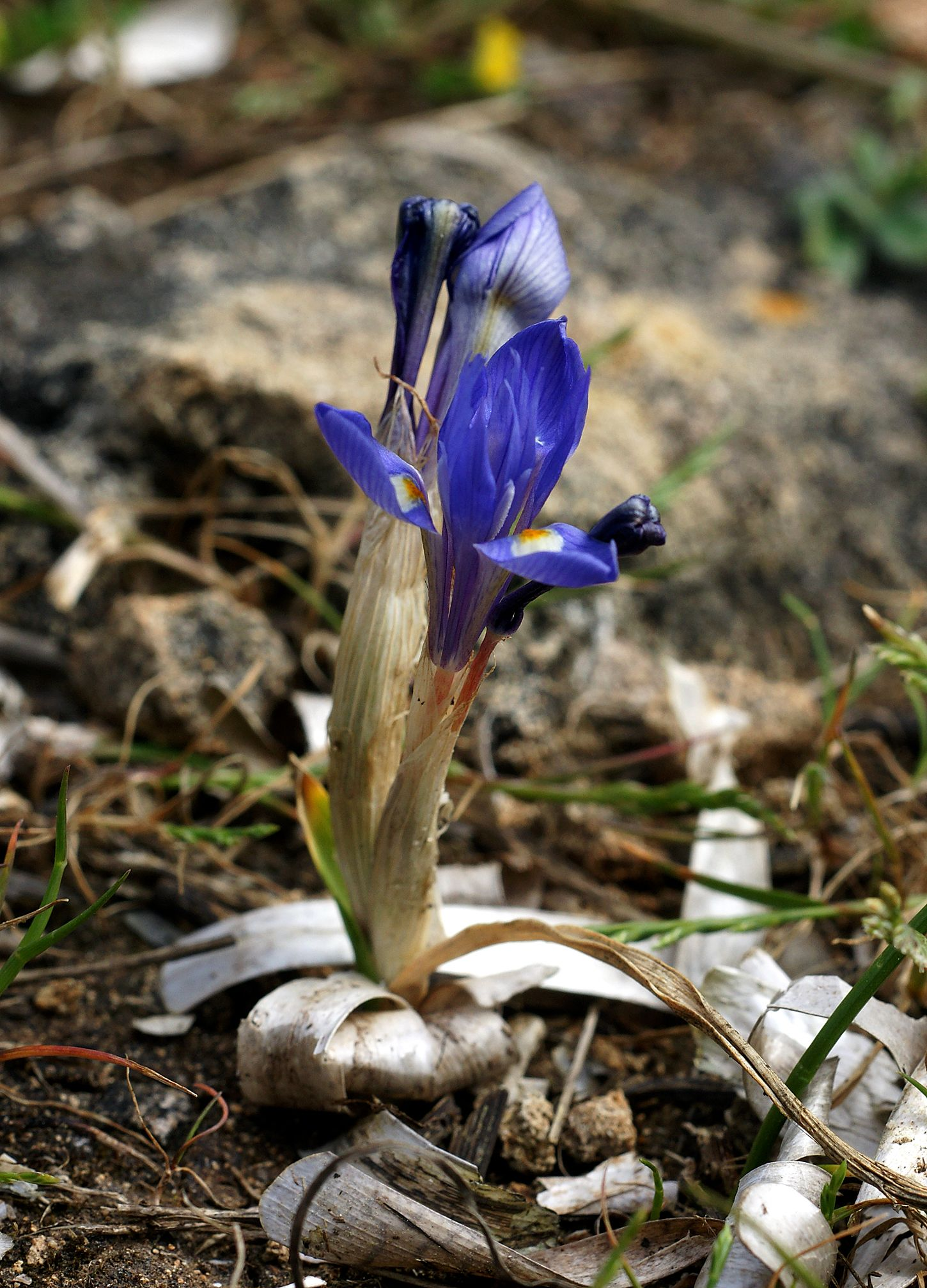
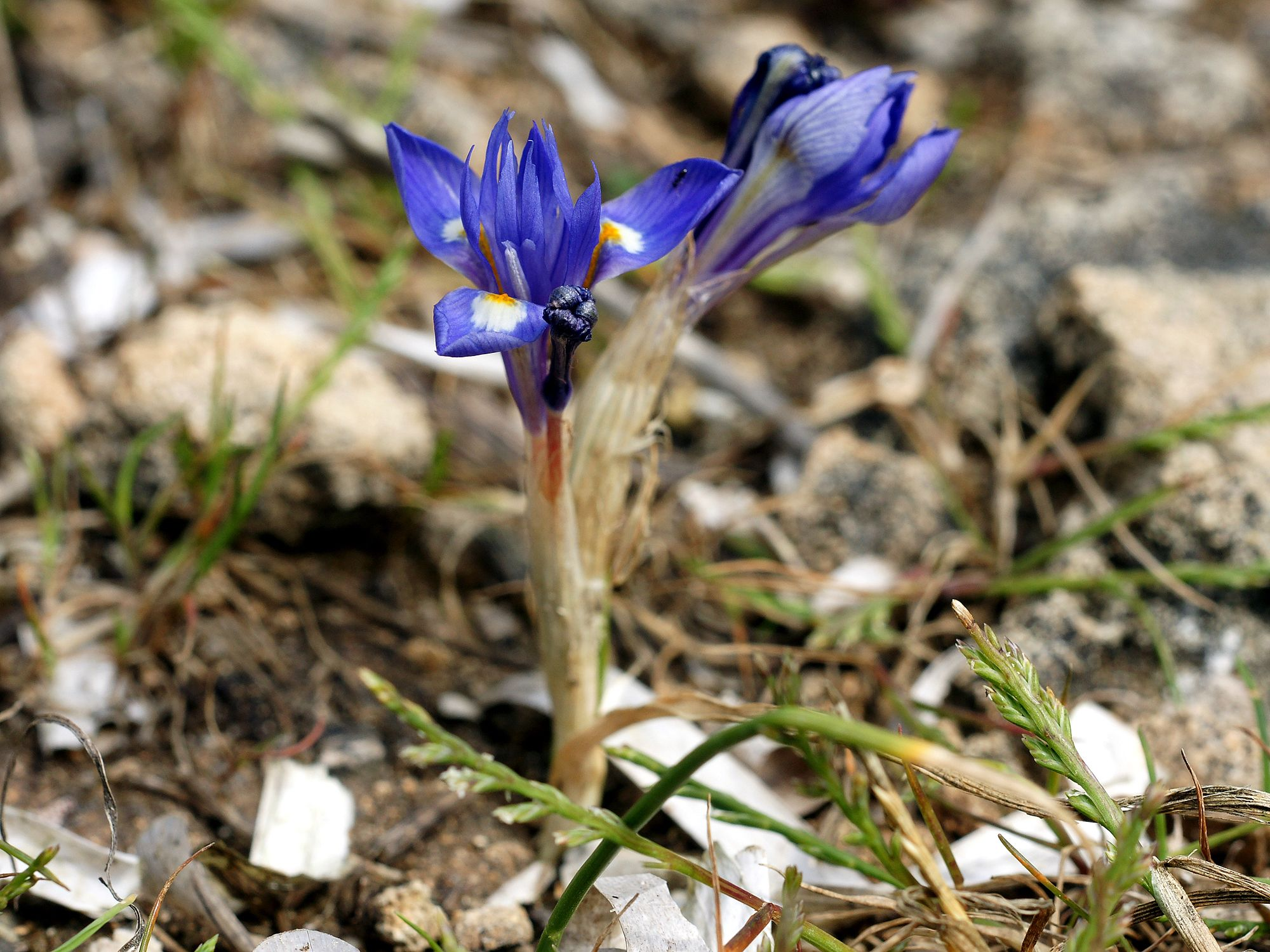
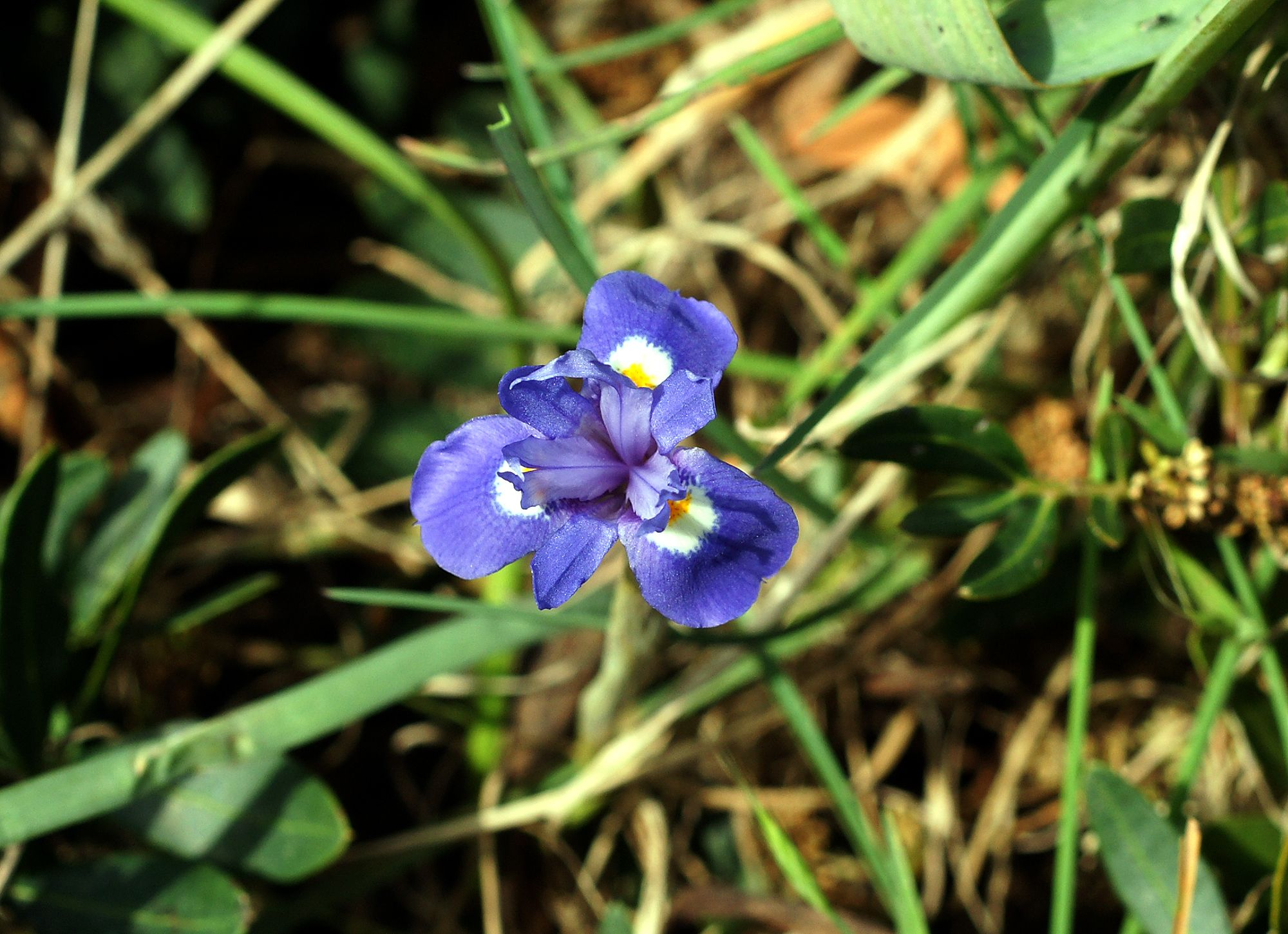
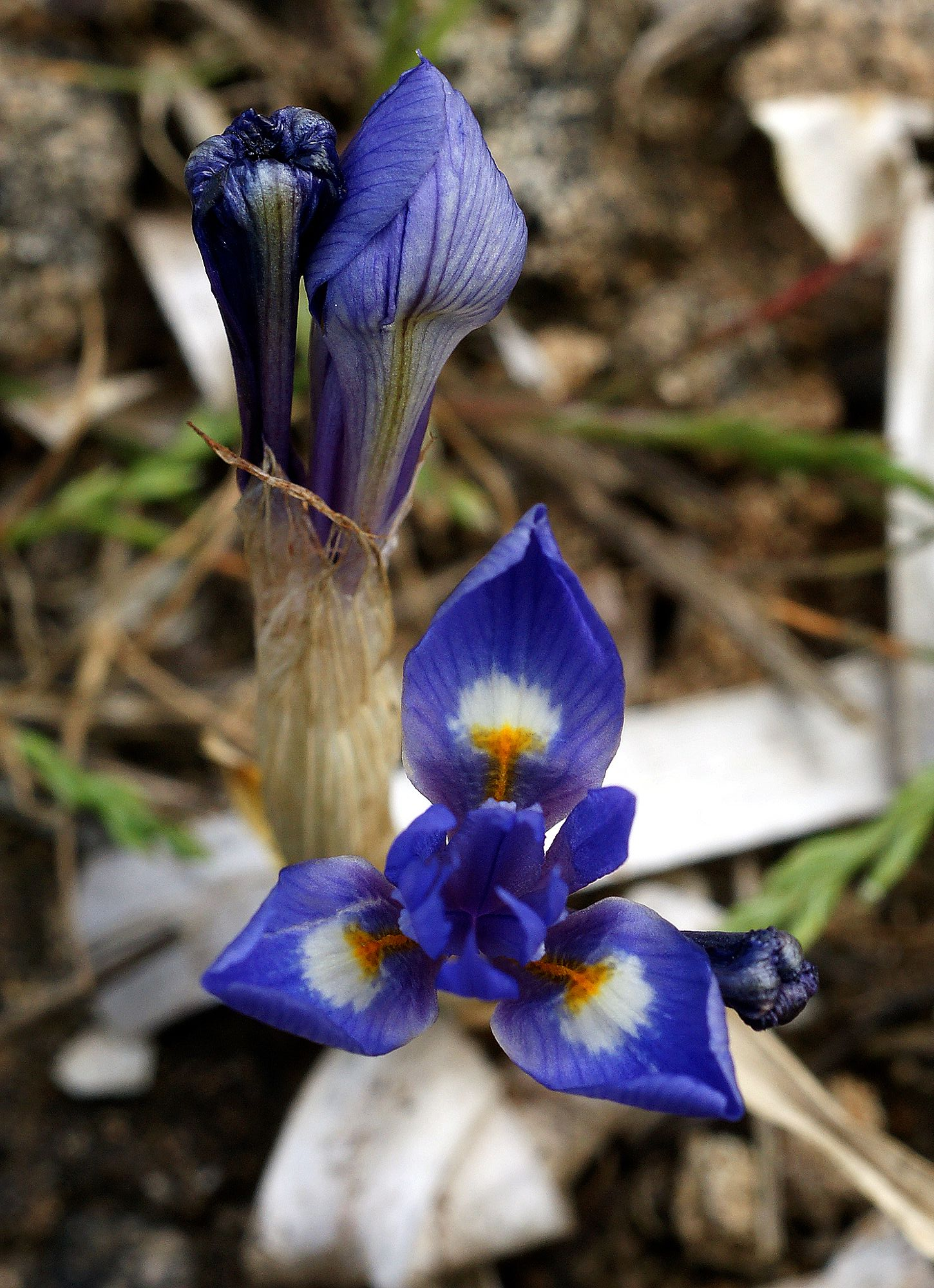
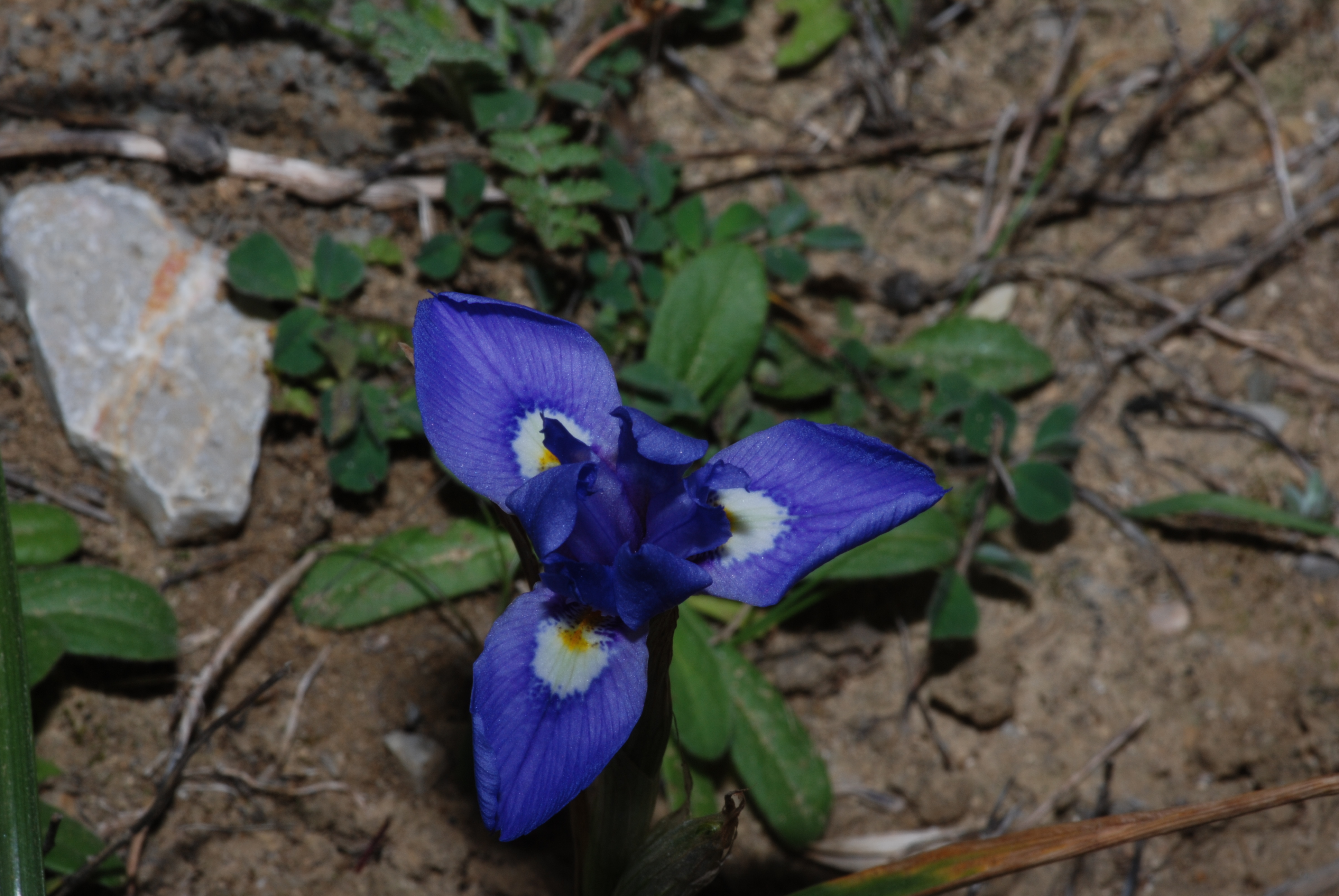

| Гібіскус | Це незавершена стаття про квіткові рослини. Ви можете допомогти проєкту, виправивши або дописавши її. |